# Parrocchie della diocesi di Sora-Cassino-Aquino-Pontecorvo
Le parrocchie della diocesi di Sora-Aquino-Pontecorvo sono 144 di cui 114 in 50 comuni della provincia di Frosinone, 20 in 7 comuni della provincia dell'Aquila e 10 in 2 comuni della provincia di Caserta. Le parrocchie sono raggruppate in 8 zone pastorali:
- Sora;
- Cassino;
- Aquino;
- Pontecorvo;
- Atina;
- Balsorano;
- Cervaro;
- Isola del Liri.

Fonti: 
- Archivio dell'Istituto Centrale per il sostentamento clero[1]
- Le chiese delle diocesi italiane[2]
- Digital Pastoral 2.0 Sora-Cassino-Aquino-Pontecorvo La vita della Diocesi[3]

## Zona pastorale di Sora
Comprende le parrocchie dei comuni di Broccostella, Campoli Appennino, Sora tutti in provincia di Frosinone. La popolazione del territorio ammonta a ..... unità.
| COMUNE            | PARROCCHIA                                                                               | nº abitanti | LOCALITÀ               | CHIESE DELLA PARROCCHIA |
| ----------------- | ---------------------------------------------------------------------------------------- | ----------- | ---------------------- | --- |
| Sora              | Santa Maria Assunta (Cattedrale)                                                         | 7 000       | Piazza Indipendenza    | Madonna di Valfrancesca, Santa Lucia, Sant'Antonio, Madre della Misericordia, Madonna della Pace, Madonna della Quercia, Chiesa dell'Angelo Custode, San Giuliano, Madonna delle Grazie |
|                   | Santa Restituta Vergine e Martire                                                        | 482         | Piazza Santa Restituta | Santo Spirito |
|                   | San Bartolomeo Apostolo                                                                  | 4 000       | Corso Volsci           | San Luigi, San Giovanni Battista |
|                   | San Giovanni Battista e San Giuliano Martire nella chiesa della Madonna del Divino Amore | 3 000       | Via Pontrinio          | |
|                   | San Silvestro Papa                                                                       | 2 678       | Piazza San Silvestro   | Sant'Antonio Abate, San Rocco, Madonna della Neve, Santa Maria degli Angeli, Madonna della Figura, Santa Apollonia, San Leonardo                                                        |
|                   | San Giuseppe Artigiano nella chiesa di Santa Maria di Costantinopoli                     | 4 000       | Via Costantinopoli     | Santa Rosalia, Santa Maria della Provvidenza |
|                   | San Domenico Abate                                                                       | 2 500       | P.zza San Domenico     | Sant'Antonio, Madonna del Buon Consiglio |
|                   | Santa Maria Porta Coeli                                                                  | 3 100       | Via Selva              | Santa Maria della Speranza, Chiesa dell'Incoronata, Madonna di Canneto |
|                   | Santa Maria Di Valleradice                                                               | 1 052       | Via Valle Radice       | San Vincenzo Ferreri |
|                   | San Ciro e Santa Restituta Vergine e Martire                                             | 1 300       | Via San Ciro           | |
| Broccostella      | Santa Maria Della Stella e San Michele Arcangelo                                         | 2 100       | Piazza della Stella    | Madonna delle Chiaie, San Michele Arcangelo |
| Campoli Appennino | Sant'Andrea Apostolo                                                                     | 1 800       | Via Borgo S. Giacomo   | San Pancrazio, Madonna di Loreto, Santa Maria Rubiconda, L'Immacolata |

Fonti: 

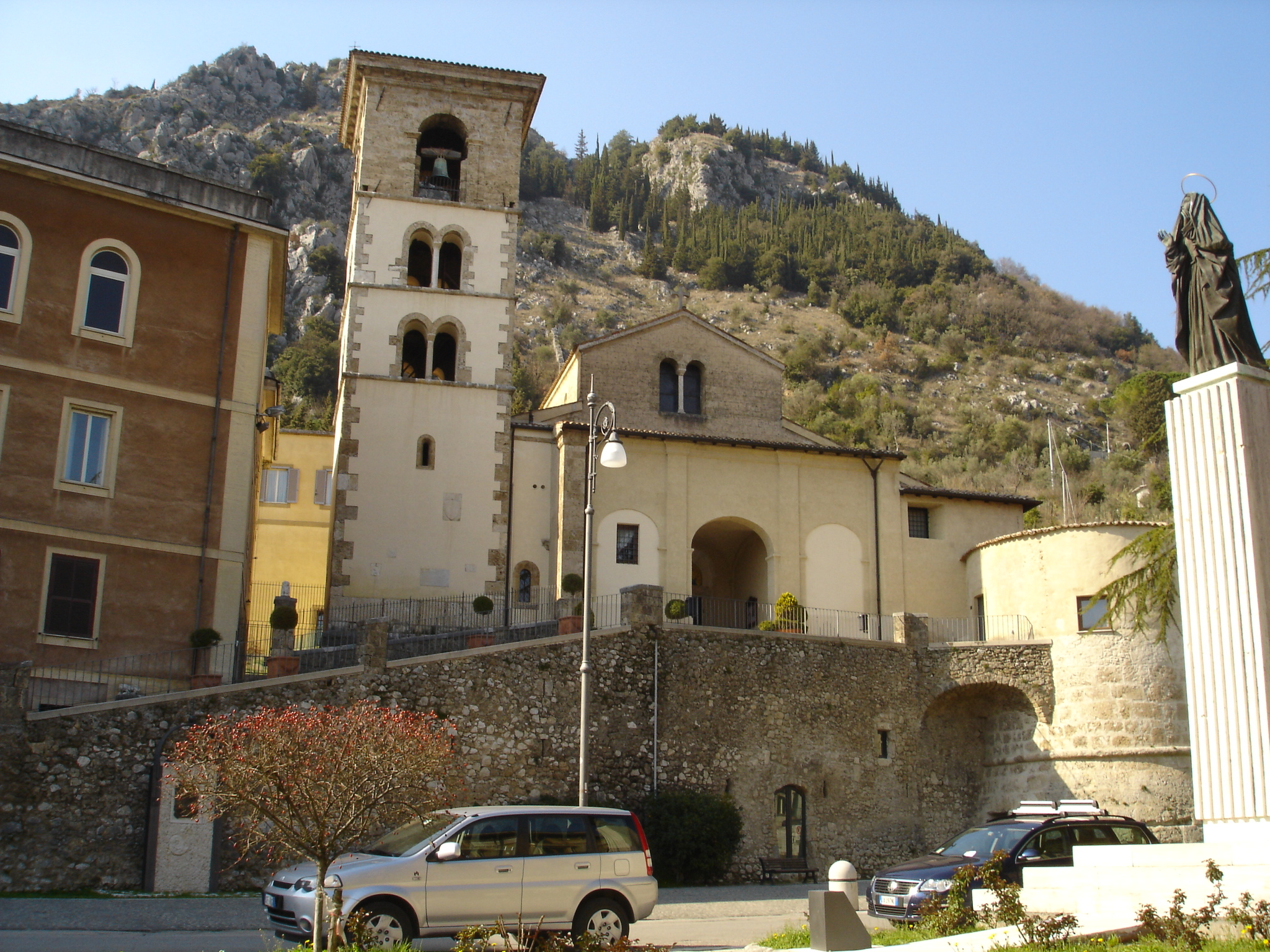
La Cattedrale di Sora

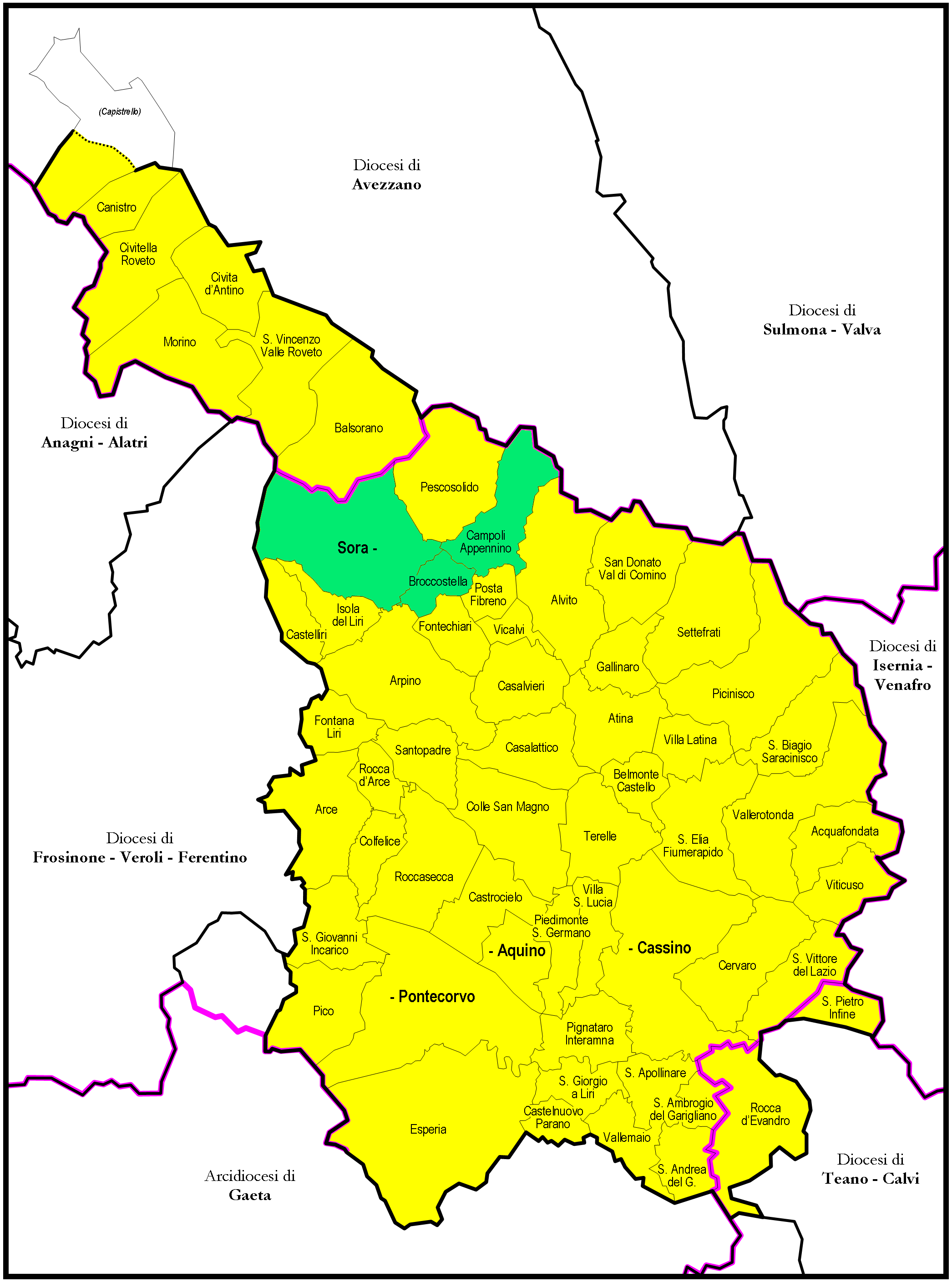
Mappa della zona pastorale di Sora

- Archivio dell'Istituto Centrale per il sostentamento clero[1]
- Le chiese delle diocesi italiane[2]
- Digital Pastoral 2.0 Sora-Cassino-Aquino-Pontecorvo La vita della Diocesi[3]

## Zona pastorale di Cassino
Comprende le parrocchie del comune di Cassino in provincia di Frosinone. La popolazione del territorio ammonta a ..... unità.
| COMUNE  | PARROCCHIA                                                        | nº abitanti | LOCALITÀ                            | CHIESE DELLA PARROCCHIA |
| ------- | ----------------------------------------------------------------- | ----------- | ----------------------------------- | ----------------------- |
| Cassino | S.mo Salvatore – S. Maria Assunta – S. Germano v. (Concattedrale) | ….          | Piazza Corte                        |                         |
|         | Sant'Antonio da Padova                                            | ….          | Piazza Gregorio Diamare             |                         |
|         | San Giovanni Battista                                             |             | Piazza San Giovanni                 |                         |
|         | San Pietro Apostolo                                               |             | Via Gaetano di Biasio, 97           |                         |
|         | S. Antonino m.                                                    |             | Via Sant'Antonino                   |                         |
|         | S. Bartolomeo Apostolo                                            |             | Viale Pertini                       |                         |
|         | Sacra Famiglia                                                    |             | Via Garigliano                      |                         |
|         | S. Pasquale Baylon                                                |             | Via San Pasquale                    |                         |
|         | S. Bertario Abate                                                 |             | Via Montecassino                    |                         |
|         | S. Basilio v.                                                     |             | in Caira di Cassino                 |                         |
|         | S. Giovanni Battista                                              |             | in S. Angelo in Theodice di Cassino |                         |
|         | S. Maria della Valle                                              |             | in S. Angelo in Theodice di Cassino |                         |

Fonti: 

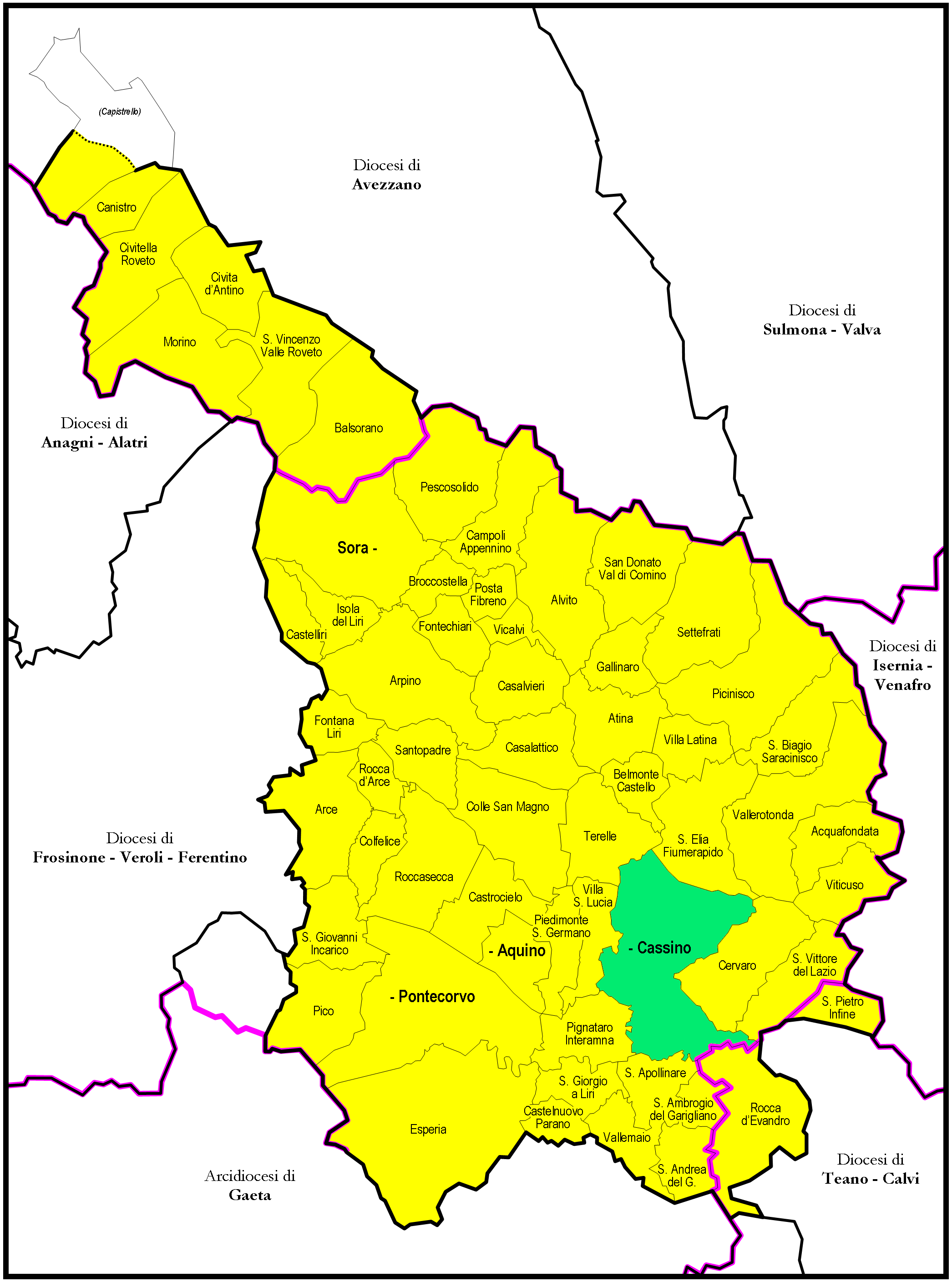
Mappa della zona pastorale di Cassino

- Archivio dell'Istituto Centrale per il sostentamento clero[1]
- Le chiese delle diocesi italiane[2] *Digital Pastoral 2.0 Sora-Cassino-Aquino-Pontecorvo La vita della Diocesi[3]
- Digital Pastoral 2.0 Sora-Cassino-Aquino-Pontecorvo La vita della Diocesi[3]

## Zona pastorale di Aquino
Comprende le parrocchie dei comuni di Aquino, Arce, Castrocielo, Colfelice, Colle San Magno, Piedimonte San Germano, Rocca d'Arce, Roccasecca e Villa Santa Lucia tutti in provincia di Frosinone. La popolazione del territorio ammonta a 33 137 unità.
| COMUNE                 | PARROCCHIA                                                  | nº abitanti | LOCALITÀ                   | CHIESE DELLA PARROCCHIA                                                                                       |
| ---------------------- | ----------------------------------------------------------- | ----------- | -------------------------- | --- |
| Aquino                 | San Costanzo Vescovo e San Tommaso D'Aquino - Concattedrale | 5 363       | Piazza San Tommaso         | San Marco Evangelista e San Rocco, Sacri Cuori alle Valli, Santa Maria della Libera                           |
| Arce                   | Santa Maria della Vittoria                                  | 650         | Piazza della Vittoria      | Madonnella, Sant'Antonio, San Filippo Neri                                                                    |
|                        | Santi Pietro e Paolo Apostoli                               | 5 618       | Piazza Umberto I           | Santa Maria, Sant'Eleuterio, San Nicola                                                                       |
| Castrocielo            | Santa Lucia Vergine e Martire                               | 3 710       | Via Roma, 54               | Madonna di Loreto, San Rocco, Madonna dei Sette Dolori                                                        |
| Colfelice              | San Giuseppe e San Gaetano                                  | 1 017       | Piazza Del Duca            | San Gaetano ai Campioni                                                                                       |
|                        | Santa Maria Assunta e San Giuseppe                          | 675         | Piazza Margherita          | Chiesa dell'Immacolata                                                                                        |
| Colle San Magno        | San Magno Vescovo e Martire                                 | 700         | Via Roma                   | San Giuseppe, Madonna delle Grazie                                                                            |
| Piedimonte San Germano | Santa Maria Assunta                                         | 3 729       | Via Cavour                 | Sacro Cuore di Maria, Madonna Addolorata                                                                      |
|                        | Santa Maria Assunta                                         | 1 229       | Piedimonte S. Germano Alta | San Nicola, Sant'Amasio                                                                                       |
| Rocca d'Arce           | Santa Maria Assunta e San Bernardo Pellegrino               | 1 030       | Piazza S. Maria Assunta    | San Rocco, San Cataldo, Santa Lucia, Santa Maria de Paris, Santa Maria del Monte, Sant'Agostino, Sant'Antonio |
| Roccasecca             | Santa Margherita Vergine e Martire                          | 1 326       | Via Roma                   | Sant'Antonio di Padova, San Francesco, Santa Maria Nova, Chiesa dello Spirito Santo                           |
|                        | Santa Maria Assunta                                         | 3 750       | Via Piave                  | Sant'Anna, San Vito Vecchio, San Vito Nuovo                                                                   |
|                        | Santa Maria delle Grazie                                    | 250         | Via Castelvecchio          | Chiesa dei Santi Filippo e Giacomo ai pozzi, San Michele, Madonna della Libera                                |
|                        | SS. Annunziata                                              | 520         | Roccasecca Castello        | San Rocco San Tommaso d'Aquino Madonna del Buonconsiglio                                                      |
| Villa Santa Lucia      | Santa Lucia Vergine e Martire                               | 1 190       | Piazza S. Lucia            | San Martino, Santa Scolastica                                                                                 |
|                        | San Giacomo Apostolo                                        | 1 330       | Piumarola                  | |

Fonti: 

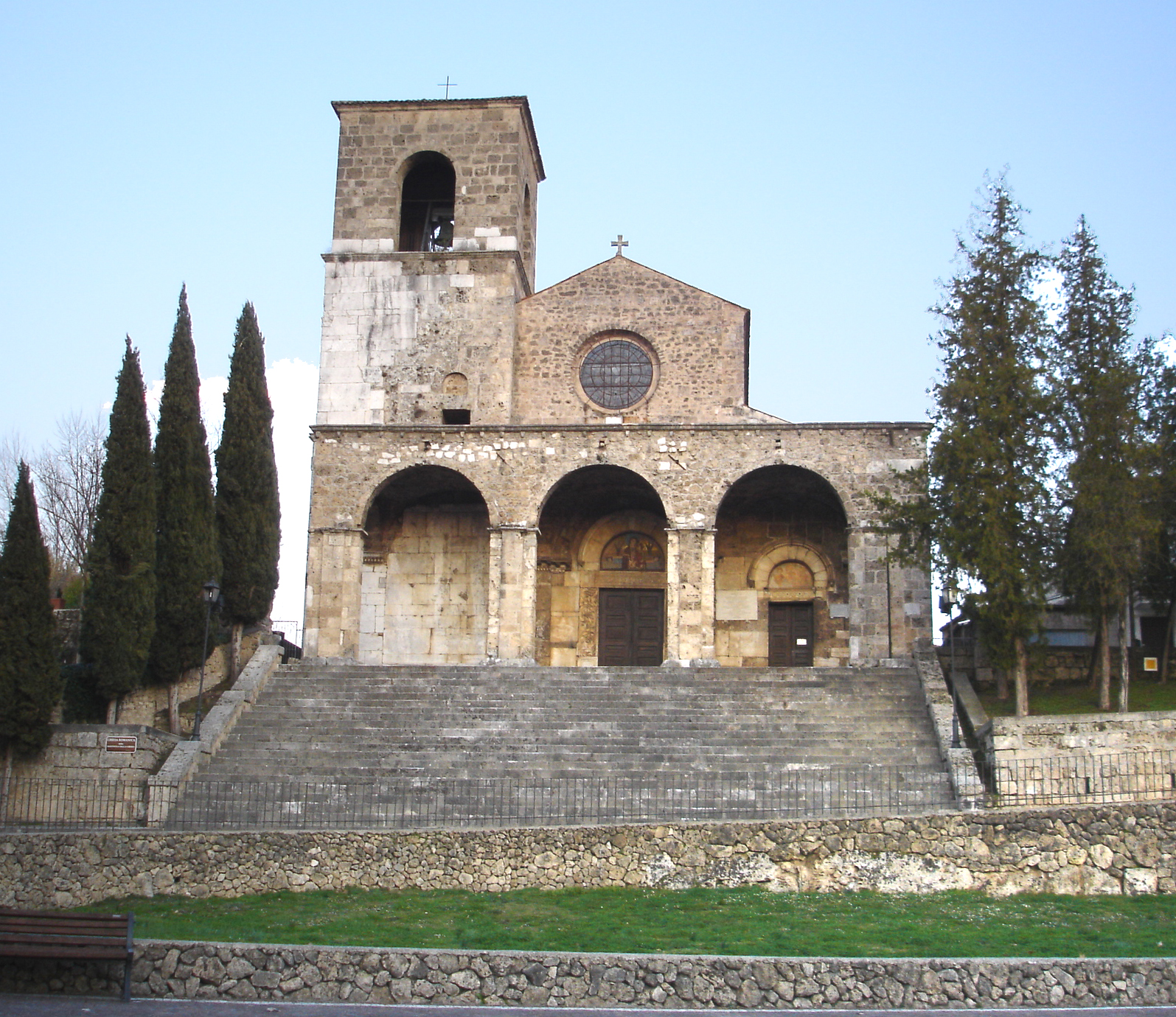
Chiesa di Santa Maria della Libera in Aquino

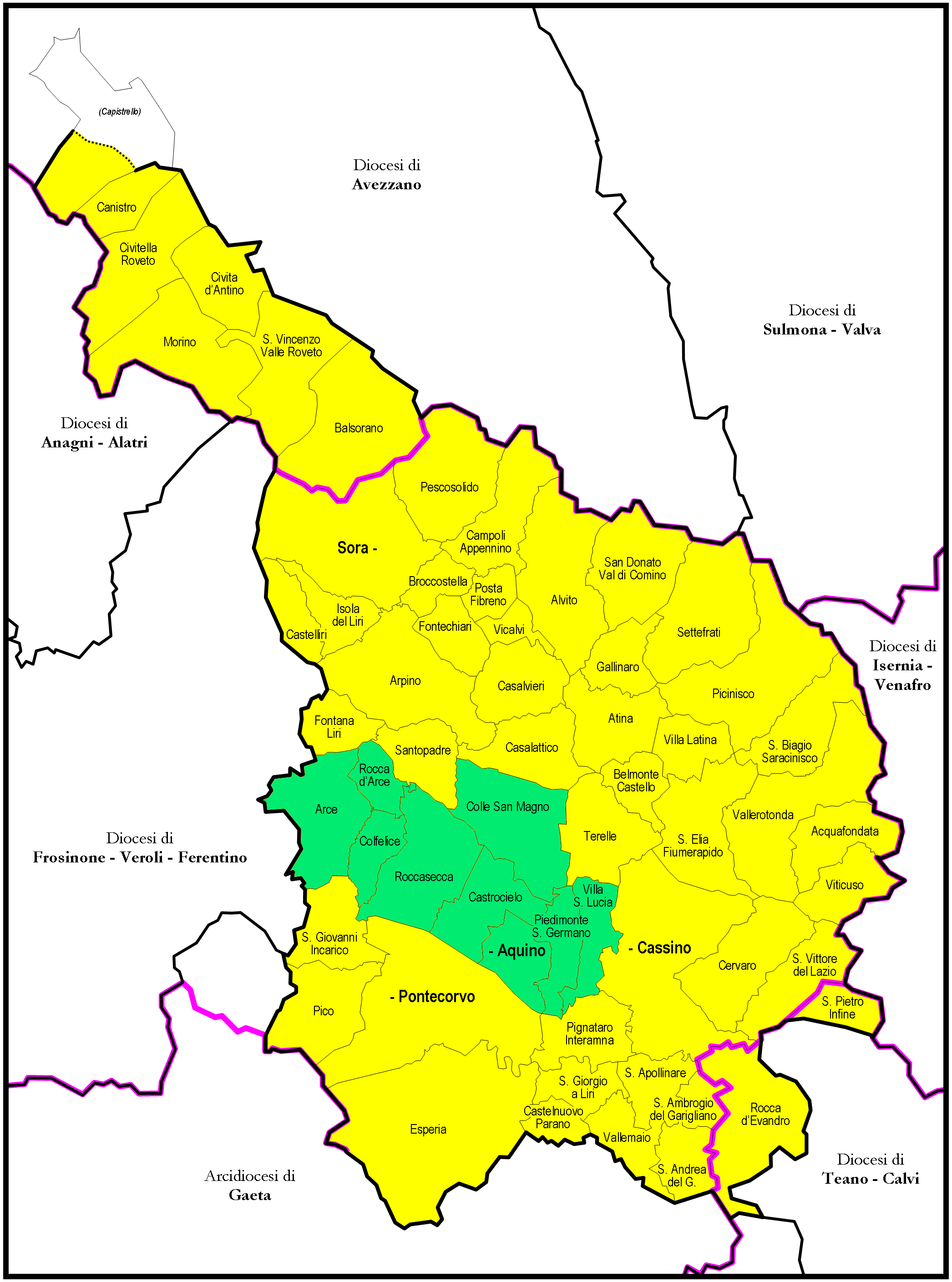
Mappa della zona pastorale di Aquino

- Archivio dell'Istituto Centrale per il sostentamento clero[1]
- Le chiese delle diocesi italiane[2]
- Digital Pastoral 2.0 Sora-Cassino-Aquino-Pontecorvo La vita della Diocesi[3]

## Zona pastorale di Pontecorvo
Comprende le parrocchie dei comuni di Esperia, Pico, Pontecorvo, San Giovanni Incarico tutti in provincia di Frosinone. La popolazione del territorio ammonta a 25 255 unità.
| COMUNE                       | PARROCCHIA                                     | nº abitanti | LOCALITÀ                                  | CHIESE DELLA PARROCCHIA                                                                                 |
| ---------------------------- | ---------------------------------------------- | ----------- | ----------------------------------------- | --- |
| Pontecorvo                   | San Bartolomeo Apostolo - Concattedrale        | 1 200       | Piazza della Cattedrale                   | |
|                              | Sant'Ermete Martire e San Grimoaldo Presbitero | 728         | Via Ravano                                | |
|                              | San Marco Evangelista e San Michele Arcangelo  | 300         | Piazza San Marco                          | |
|                              | Santa Maria Di Porta                           | 3 998       | Via S. Maria di Porta                     | |
|                              | San Nicola di Porta                            | 1 036       | Via Aloisi Masella                        | San Giuseppe a Ponte Tiano                                                                              |
|                              | Santa Oliva Vergine e Martire                  | 700         | Via S. Oliva                              | |
|                              | San Paolo Apostolo                             | 3 300       | Via Roma                                  | San Giovanni a Gaudo                                                                                    |
|                              | SS. Annunziata e San Biagio Vescovo e Martire  | 3 210       | Piazza Annunziata                         | Santa Maria di Pietrelate, Santuario dei Santi Cosma e Damiano, Santa Lucia, Santa Maria di Monte Leuci |
| Castelnuovo Parano           | SS.ma Annunziata                               |             |                                           | |
|                              | S. Maria della Minerva                         |             |                                           | |
|                              | S. Antonio Abate                               |             |                                           | |
| Esperia                      | Santa Maria Maggiore                           | 1 513       | Monticelli                                | Santa Maria della Valle                                                                                 |
|                              | Santa Maria Maggiore e San Filippo Neri        | 1 200       | via G. Marconi                            | Cappella Lauretana, San Francesco, Madonna delle Grazie                                                 |
|                              | San Pietro in Curulis                          | 1 290       | via XX Settembre                          | San Giuseppe                                                                                            |
| Isoletta d'Arce              | Santa Maria della Vittoria                     |             |                                           | Madonnella, San Filippo Neri, Sant'Antonio                                                              |
| Pico                         | Sant'Antonio Martire                           | 3 280       | Piazza Sant'Antonio                       | Santa Marina, San Biagio                                                                                |
| Pignataro Interamna          | SS. Salvatore                                  |             |                                           | |
| San Giorgio a Liri           | San Giorgio Martire                            |             |                                           | |
| San Giovanni Incarico        | San Giovanni Battista                          | 3 500       | Piazza San Giovanni Battista              | Madonna della Selva, San Cataldo, Madonna della Guardia                                                 |
| Sant'Ambrogio sul Garigliano | San Biagio Vescovo                             |             |                                           | |
| Sant'Andrea del Garigliano   | San Benedetto Abate                            |             |                                           | |
| Sant'Apollinare              | Santa Maria degli Angeli                       |             | Piazza Risorgimento 03048 Sant'Apollinare | |
| Vallemaio                    | SS. Annunziata e San Tommaso Apostolo          |             |                                           | Santa Rosaria                                                                                           |

Fonti: 

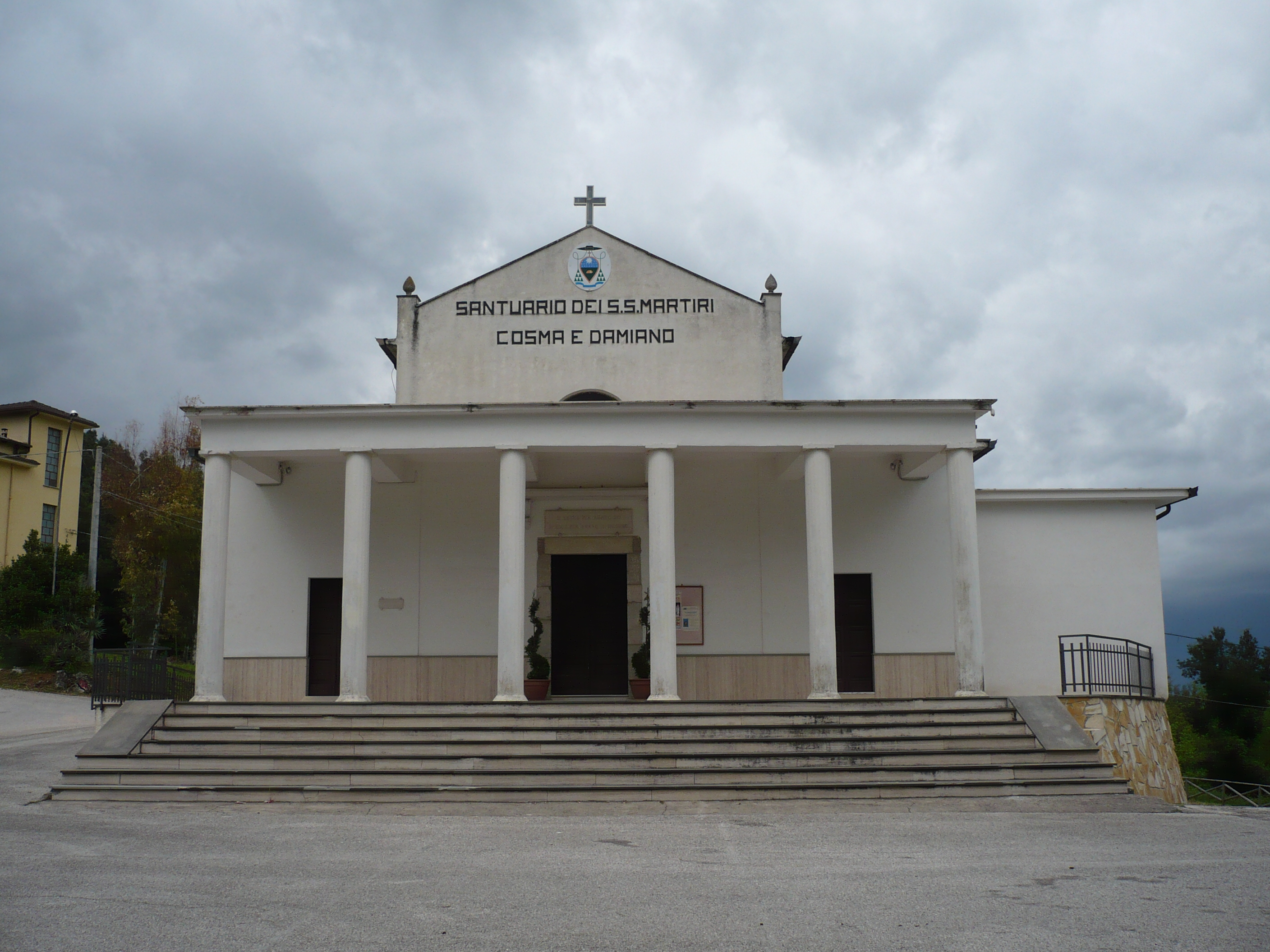
Santuario dei Santi Cosma e Damiano in Pontecorvo

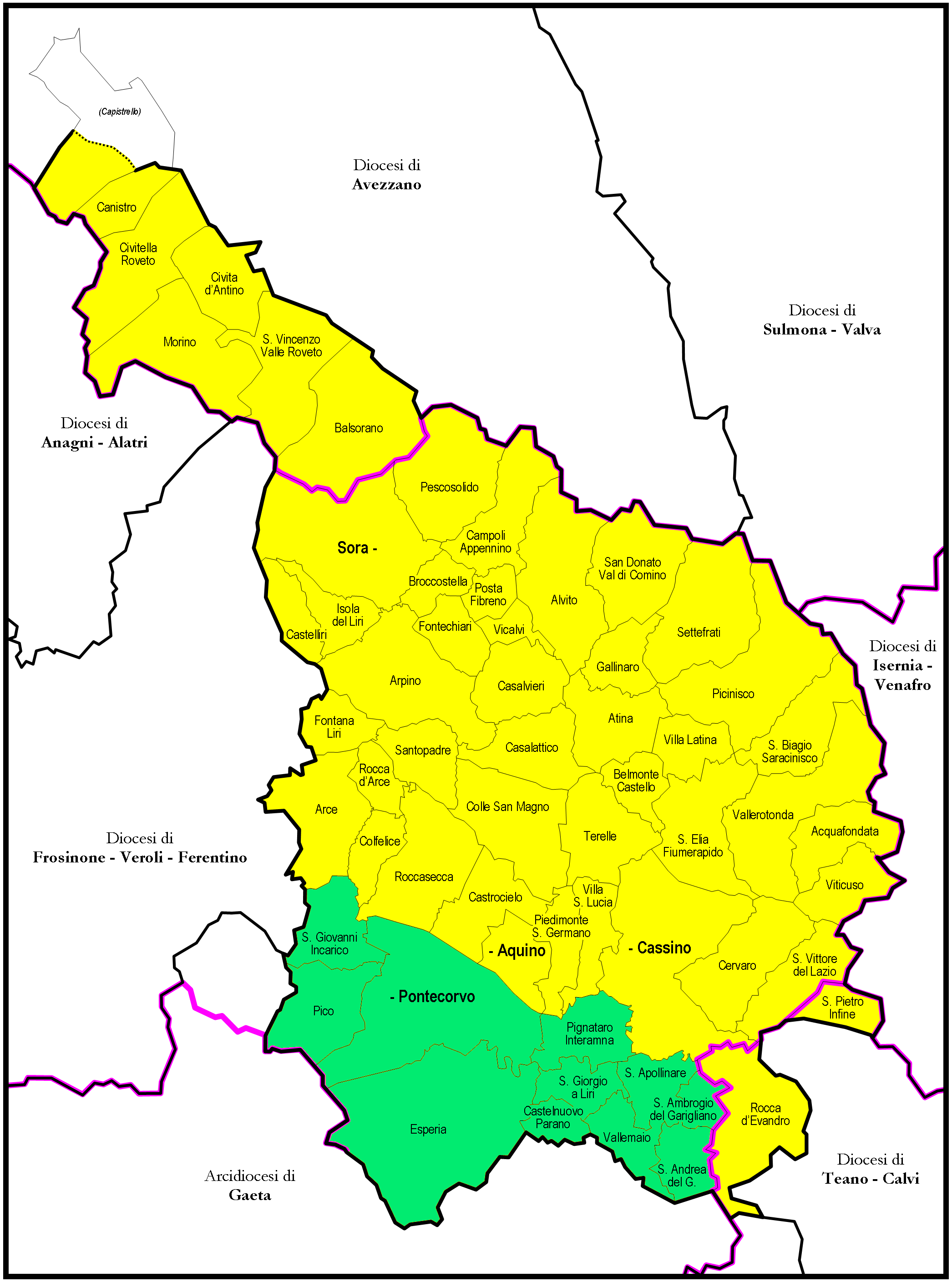
Mappa della zona pastorale di Pontecorvo

- Archivio dell'Istituto Centrale per il sostentamento clero[1]
- Le chiese delle diocesi italiane[2]
- Digital Pastoral 2.0 Sora-Cassino-Aquino-Pontecorvo La vita della Diocesi[3]

## Zona pastorale di Atina
Comprende le parrocchie dei comuni di Alvito, Atina, Belmonte Castello, Casalattico, Casalvieri, Fontechiari, Gallinaro, Picinisco, Posta Fibreno, San Biagio Saracinisco, San Donato Val di Comino, Settefrati, Terelle, Vallerotonda (limitatamente alla frazione di Cardito), Vicalvi, Villa Latina tutti in provincia di Frosinone. La popolazione del territorio ammonta a   unità.
| COMUNE                   | PARROCCHIA                             | nº abitanti | LOCALITÀ                                         | CHIESE DELLA PARROCCHIA |
| ------------------------ | -------------------------------------- | ----------- | ------------------------------------------------ | --- |
| Alvito                   | Santa Maria Assunta                    | 110         | Castello d'Alvito                                | Santa Maria Porta Coeli |
|                          | Sant'Onofrio                           | 500         | Sant'Onofrio                                     | Santissima Trinità |
|                          | San Simeone Profeta                    | 1 422       | Largo San Simeone                                | Santa Maria della Pietà, Santa Teresa d'Avila, Chiesa Nuova di San Giovanni Battista, San Rocco, Santa Maria del Campo, San Biagio, Santissima Trinità, San Vincenzo, Santa Croce |
|                          | Santi Giovanni Battista ed Evangelista | 827         | Corso Silvio Castrucci                           | Santa Maria della Libera |
| Atina                    | San Ciro                               |             | Settignano 03042 Atina                           | |
|                          | Santa Maria Assunta                    |             | P.zza Duomo 03042 Atina                          | |
|                          | Santa Maria del Carmine                |             | Rosanisco 03042 Atina                            | |
|                          | Santa Scolastica Vergine               |             | Via Munanzio Planco, 553 Ponte Melfa 03042 Atina | |
| Belmonte Castello        | Santa Maria Assunta                    |             | Via Umberto I, 1 03040 Belmonte Castello         | |
| Casalattico              | Santa Maria della Pace e San Barbato   | 450         | via Pomponio                                     | Sant'Agostino, Madonna degli Angeli, Sant'Antonio, Madonna della Pace, San Rocco, San Nazario                                                                                     |
| Casalvieri               | Santa Maria delle Grazie e San Pietro  | 630         | Purgatorio                                       | San Pietro Apostolo |
|                          | Santa Maria delle Rose                 | 1 200       | Roselli                                          | La Santissima Immacolata, San Pio X, San Giacomo, Santa Maria di Loreto |
|                          | Santi Giovanni Battista ed Evangelista | 1 300       | largo Morelli                                    | Sant'Antonio Abate, Sant'Antonio Di Padova, San Rocco, San Vincenzo al Quagno, Sant'Onorio a Plauto                                                                               |
| Fontechiari              | Santi Giovanni Battista ed Evangelista | 1 242       | via S. Antonio                                   | Santa Maria dei Fratelli, Sant'Anna |
| Gallinaro                | San Nicola e San Leonardo              | 1 100       | via Colle Maggio                                 | Santi Giovanni Battista ed Evangelista, Santuario di San Gerardo Pellegrino |
| Picinisco                | San Giuseppe e San Gennaro             | 110         | via S. Giuseppe                                  | San Giuseppe, San Gennaro |
|                          | San Lorenzo Martire                    | 1 247       | via Giustino Ferri                               | San Giuseppe, San Gennaro, San Pietro, Santa Giusta all'Antica, Madonna delle Grazie                                                                                              |
| Posta Fibreno            | Santa Maria Assunta                    | 1 419       | Piazza del Tempio                                | Madonna della Vittoria, Chiesa della Pietà |
| San Biagio Saracinisco   | San Biagio Vescovo                     |             | San Biagio Saracinisco                           | |
| San Donato Val di Comino | Santa Maria e San Marcello             | 2 353       | piazza S. Maria                                  | Santuario di San Donato |
| Settefrati               | San Michele Arcangelo                  | 392         | Pietrafitta                                      | |
|                          | Santo Stefano Protomartire             | 458         | via Terenzio                                     | Santa Felicita, Santa Maria della Tribuna, Madonna delle Grazie, Madonna di Canneto                                                                                               |
| Terelle                  | Santa Maria Assunta                    | 1 050       | via Portella                                     | Madonna Addolorata, Santa Maria, San Vincenzo Ferreri, San Rocco |
| Vallerotonda             | Santa Maria delle Grazie               |             | fraz. di Cardito                                 | |
| Vicalvi                  | Santi Giovanni Battista ed Evangelista | 720         | largo S. Giovanni                                | San Francesco |
| Villa Latina             | SS. Annunziata                         |             | 03040 Villa Latina                               | |
|                          | Sant'Anna                              |             | Vallegrande, 03040 Villa Latina                  | |

Fonti: 

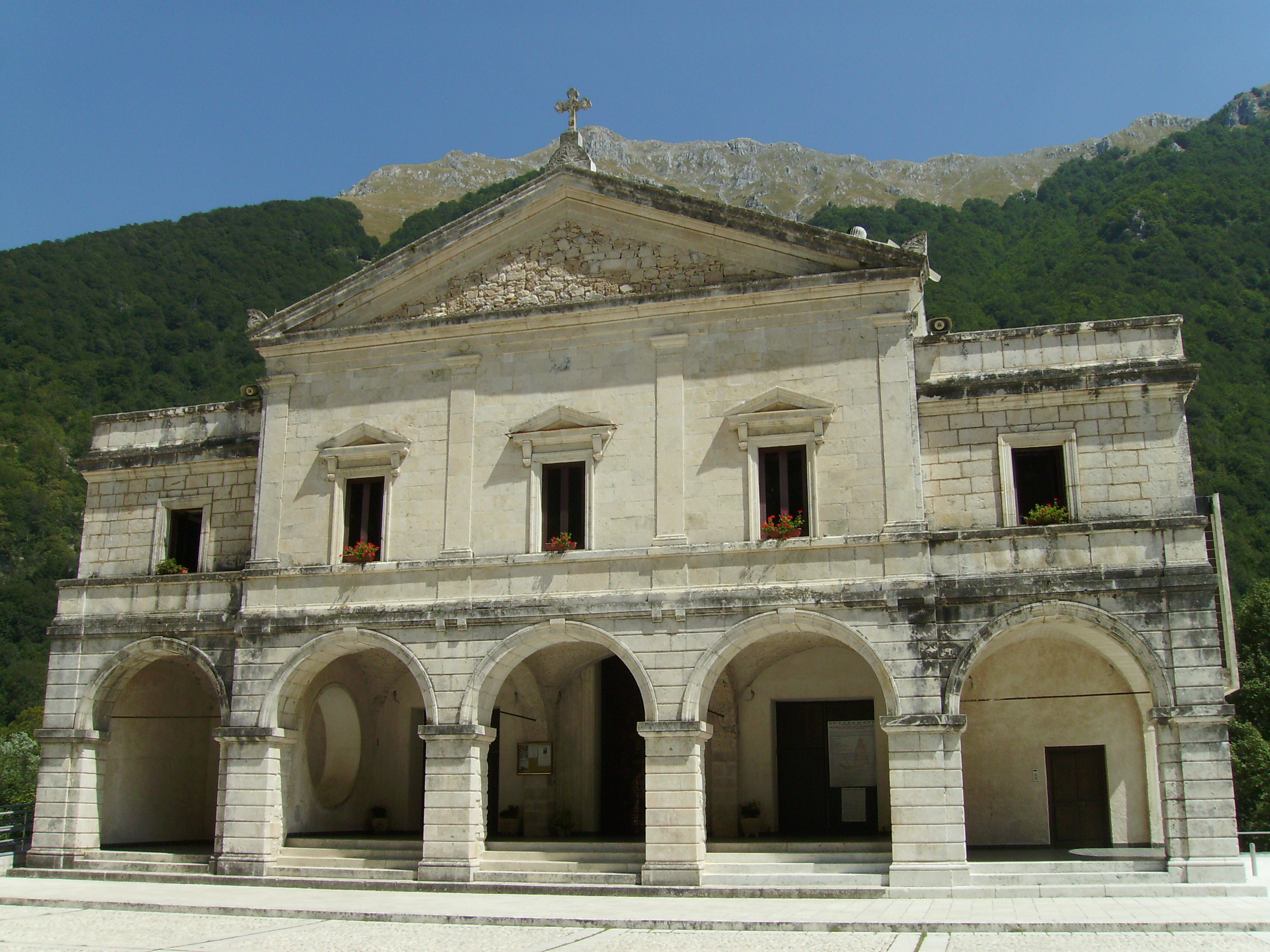
Santuario della Madonna di Canneto in Settefrati

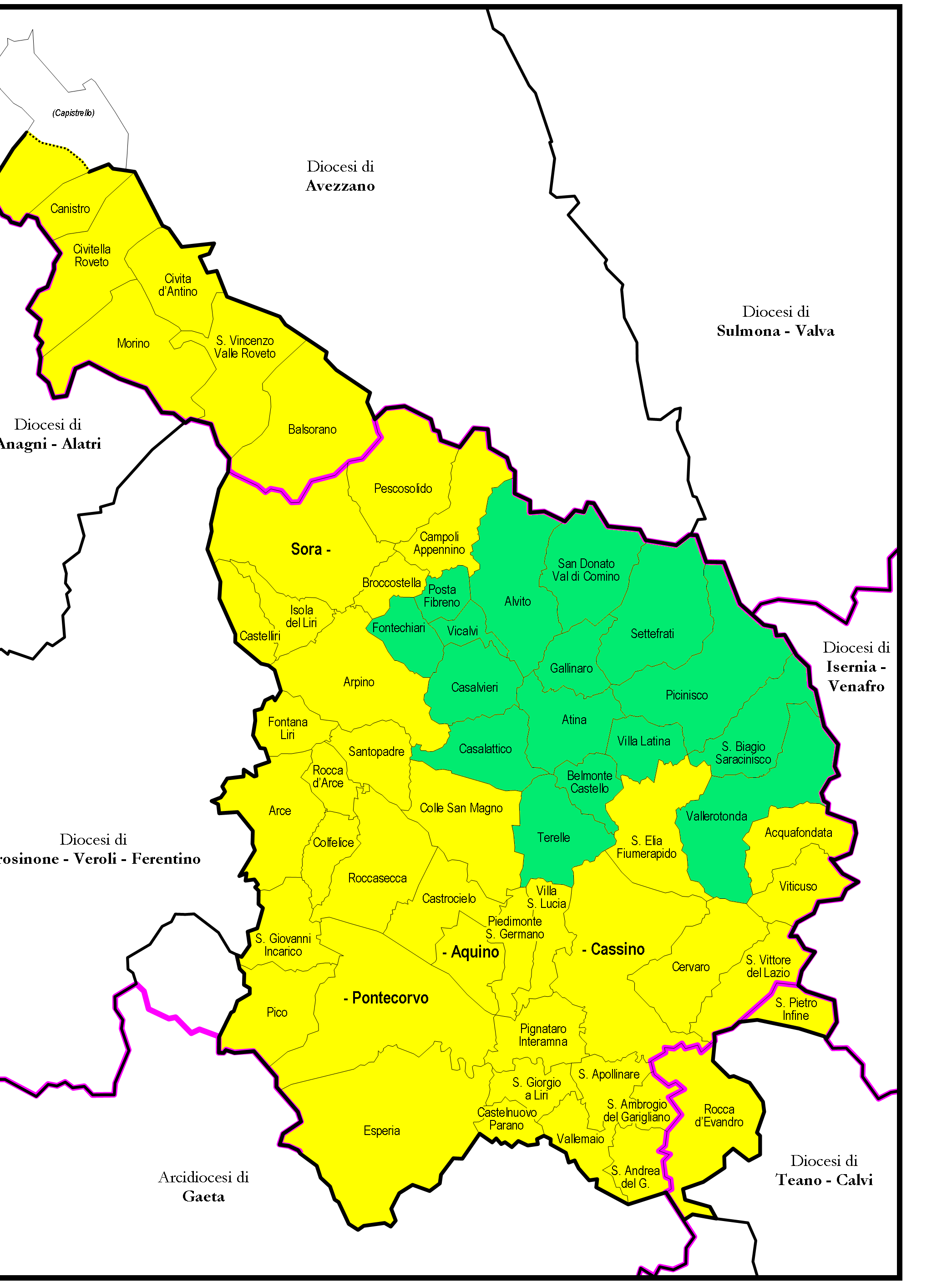
Mappa della zona pastorale di Atina

- Archivio dell'Istituto Centrale per il sostentamento clero[1]
- Le chiese delle diocesi italiane[2]
- Digital Pastoral 2.0 Sora-Cassino-Aquino-Pontecorvo La vita della Diocesi[3]

## Zona pastorale di Isola del Liri
Comprende le parrocchie dei comuni di Arpino, Castelliri, Fontana Liri, Isola del Liri, Santopadre tutti in provincia di Frosinone. La popolazione del territorio ammonta a   unità.
| COMUNE         | PARROCCHIA                                                 | nº abitanti | LOCALITÀ                              | CHIESE DELLA PARROCCHIA |
| -------------- | ---------------------------------------------------------- | ----------- | ------------------------------------- | --- |
| Arpino         | Sant'Andrea Apostolo e San Vito Martire                    | 650         | Piazza del Colle                      | Sant'Anna, Madonna di Canneto, Addolorata e San Rocco, Sant'Amasio, San Giuseppe alla Parata, San Marco, Madonna della Provvidenza                                            |
|                | Santa Maria del Carmine                                    | 550         | Collecarino                           | Madonna del Buon Consiglio, Madonna di Loreto |
|                | Santa Maria di Civita Falconara                            | 2 300       | Piazza Santa Maria di Civita          | San Sebastiano, San Rocco, Santa Maria di Loreto, Spirito Santo, Santa Maria della Consolazione, San Sosio, Santa Lucia, L'Immacolata, San Giuseppe, Santa Maria delle Grazie |
|                | San Michele Arcangelo                                      | 3 200       | Piazza Municipio                      | Madonna delle Grazie, San Girolamo, Chiesa della Pietà, San Rocco, Madonna della Neve, Santa Filomena, Sant'Antonio da Padova                                                 |
| Castelliri     | Santa Croce                                                | 3 100       | Piazza Marconi                        | San Rocco, Madonna di Loreto, Santa Maria Salome, San Giuseppe, Madonna del Campo,                                                                                            |
| Fontana Liri   | Santa Barbara Vergine e Martire                            | 2 500       | Piazza Trento                         | San Paolo, San Salvatore |
|                | Santo Stefano Protomartire                                 | 600         | Fontana Liri Superiore                | San Rocco, Santuario della Madonna Di Loreto, Santa Croce |
| Isola del Liri | Maria SS. Immacolata                                       | 1 053       | Via Selva                             | |
|                | San Lorenzo Martire                                        | 4 570       | Piazza San Lorenzo                    | San Giuseppe, Sant'Antonio, Madonna del Divino Amore, Madonna delle Grazie |
|                | Santa Maria dei Fiori                                      | 3 362       | Via Tavernanova                       | Santa Maria delle Forme |
| Carnello       | Sant'Antonio di Padova e Santa Restituta Vergine e Martire | 3 400       | piazza Marco Tullio Cicerone Carnello | Madonna di Loreto, Sant'Antonio, Santa Filomena |
| Santopadre     | San Folco Pellegrino                                       |             | piazza d'Emilio                       | San Giuseppe, San Lorenzo, San Pietro Martire, San Rocco, Santa Maria del Carmine, Santa Maria della Pietà, Santa Maria delle Fosse,                                          |

Fonti: 

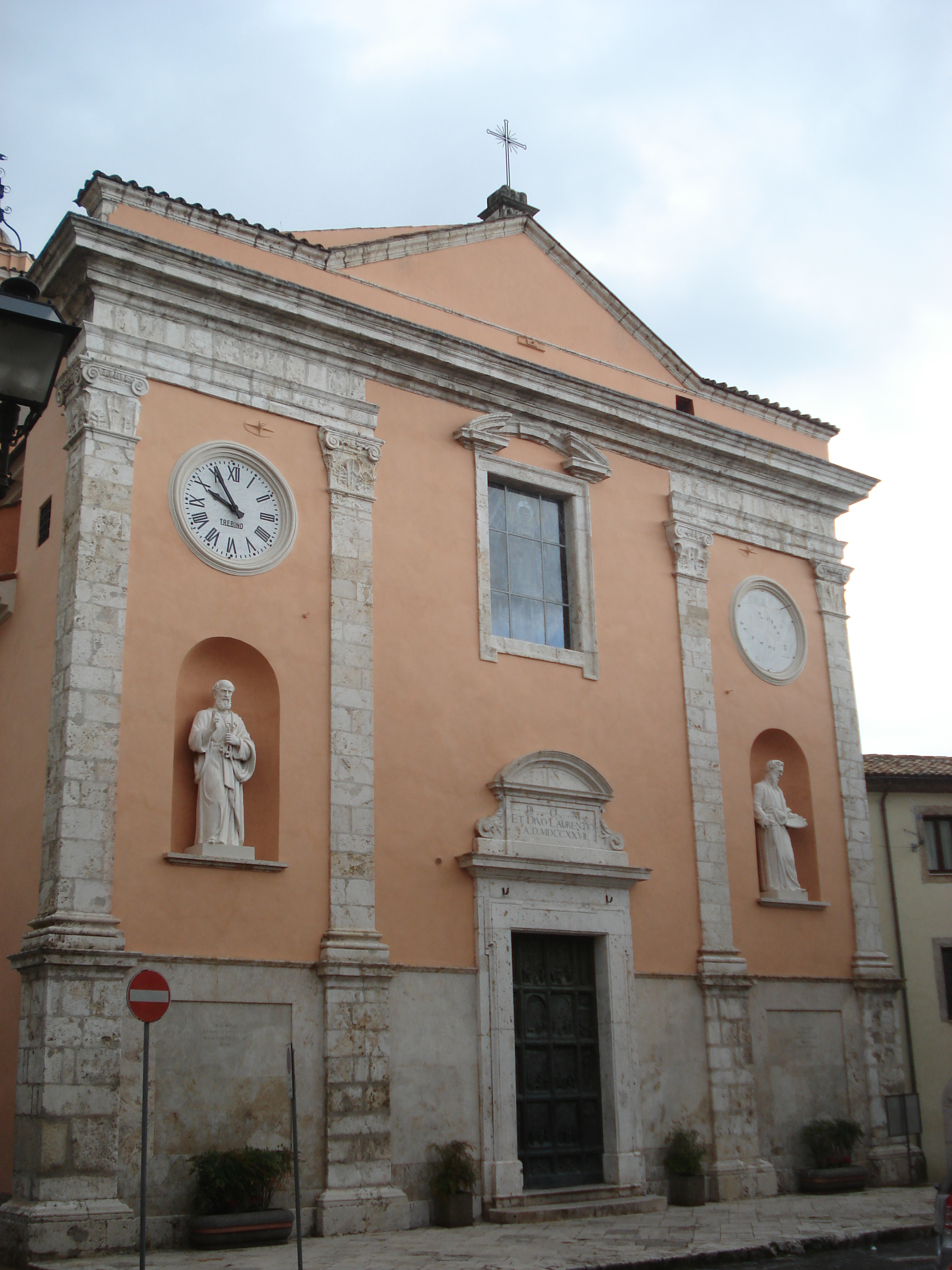
Parrocchia di San Lorenzo a Isola del Liri

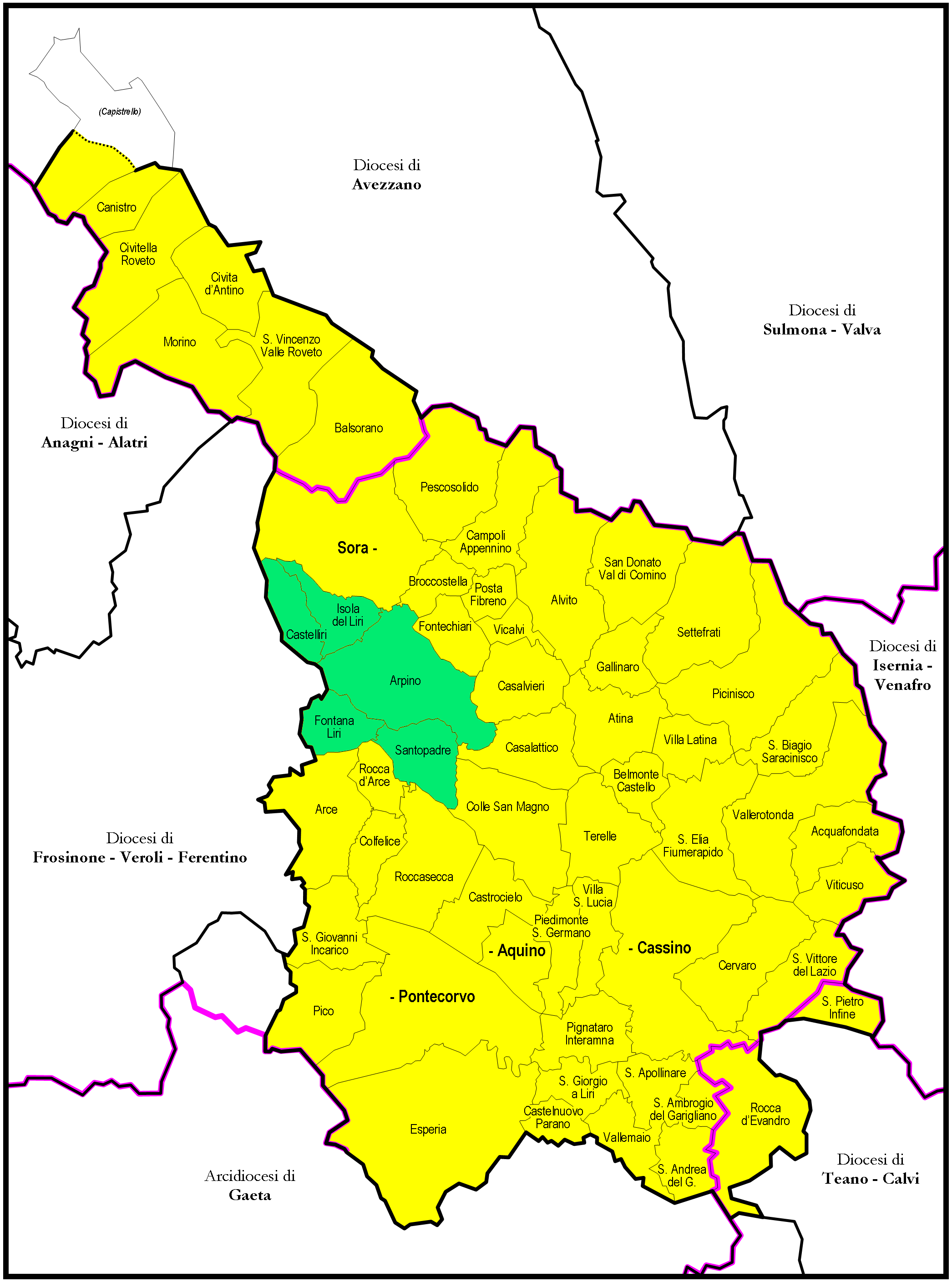
Mappa della zona pastorale di Isola del Liri

- Archivio dell'Istituto Centrale per il sostentamento clero[1]
- Le chiese delle diocesi italiane[2]
- Digital Pastoral 2.0 Sora-Cassino-Aquino-Pontecorvo La vita della Diocesi[3]

## Zona pastorale di Balsorano
Comprende le parrocchie dei comuni di Balsorano, Canistro, Capistrello, Civita d'Antino, Civitella Roveto, Morino, San Vincenzo Valle Roveto tutti in provincia dell'Aquila e del comune di Pescosolido in provincia di Frosinone. La popolazione del territorio ammonta a   unità.
| COMUNE                    | PARROCCHIA                              | nº abitanti: | LOCALITA'                 | CHIESE DELLA PARROCCHIA                                                                       |
| ------------------------- | --------------------------------------- | ------------ | ------------------------- | --------------------------------------------------------------------------------------------- |
| Balsorano                 | Santa Maria dei Sassi                   | 1 000        | Ridotti                   |                                                                                               |
|                           | San Rocco                               | 850          | Via Flavia                |                                                                                               |
|                           | SS. Trinità                             | 2 335        | Piazza Raffaele Scacchi   | Sant'Agata, Santuario di Sant'Angelo                                                          |
| Canistro                  | San Giovanni Battista                   | 365          | Piazza Risorgimento       | San Sebastiano                                                                                |
|                           | Santa Maria della Fonticella            | 685          | Canistro Inferiore        |                                                                                               |
| Capistrello               | San Michele Arcangelo                   | 398          | Pescocanale               |                                                                                               |
| Civita d'Antino           | San Lidano Abate                        | 800          | Pero dei Santi            |                                                                                               |
|                           | Santo Stefano Protomartire              | 260          | via Genova                | Madonna della Ritornata, Santa Maria Maddalena, Sant'Antonio, Cappella del Cimitero           |
| Civitella Roveto          | San Giovanni Battista                   | 2 665        | via Dietro la Chiesa      | Madonna delle Grazie, Chiesa del Sacro Cuore Di Maria, Santa Lucia                            |
|                           | SS.ma Trinità                           |              | Meta-Piazza SS.ma Trinità |                                                                                               |
| Morino                    | San Giovanni Battista                   | 210          | Rendinara                 | Madonna delle Grazie, Sant'Antonio, Santa Lucia                                               |
|                           | Santa Maria                             | 518          | via IV Novembre           |                                                                                               |
|                           | Santa Maria della Stella                | 850          | Grancia                   | Santa Maria di Canneto                                                                        |
| San Vincenzo Valle Roveto | Santa Maria                             | 1 000        | piazza Municipio          | San Gioacchino a San Giovanni Nuovo                                                           |
|                           | Santa Maria Assunta                     | 1 080        | Roccavivi                 | Santuario della Madonna delle Grazie, San Rocco                                               |
|                           | San Nicola                              | 500          | Castronovo                |                                                                                               |
|                           | Santa Restituta e San Michele Arcangelo | 310          | Morrea                    | San Michele Arcangelo, San Sebastiano                                                         |
|                           | San Rocco e San Giovanni                | 500          | San Vincenzo Vecchio      | Madonna della Pietà, Chiesa dei Santi Giovanni Battista ed Evangelista a San Giovanni Vecchio |
| Pescosolido               | Maria SS. Di Pompei                     | 500          | Forcella                  | Madonna della Salette                                                                         |

Fonti: 

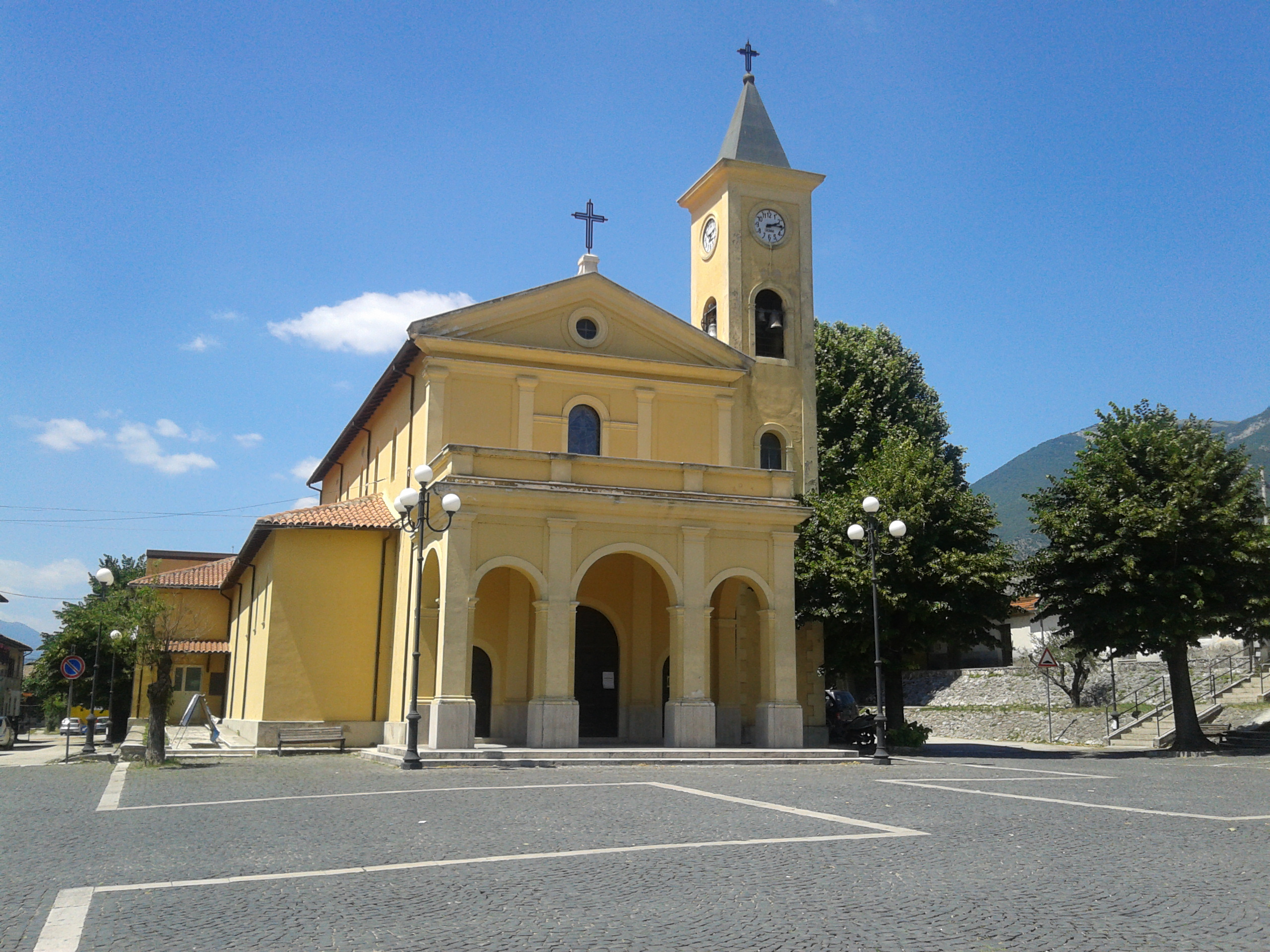
Chiesa SS. Trinità - Balsorano

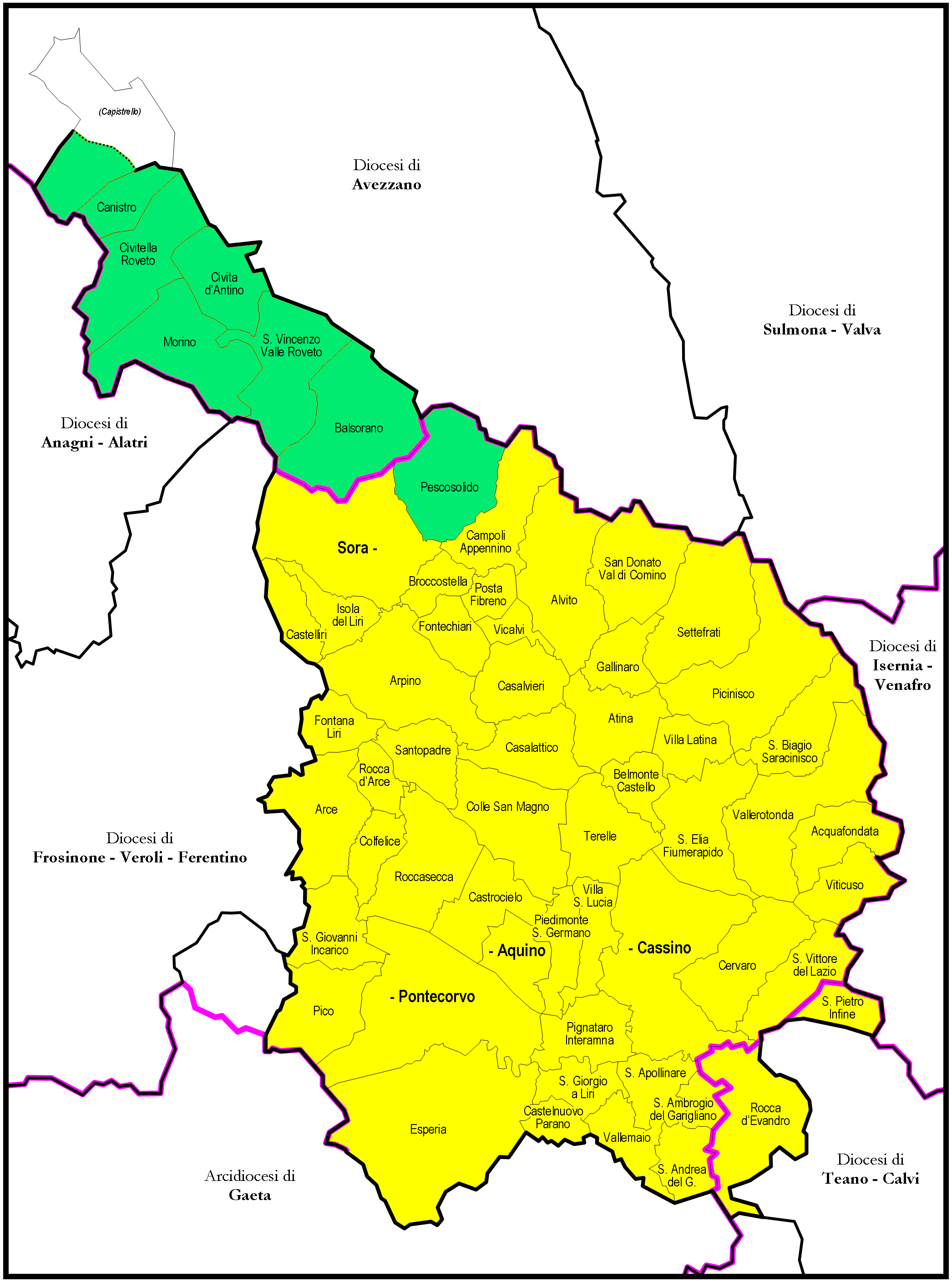
Mappa della zona pastorale di Balsorano

- Archivio dell'Istituto Centrale per il sostentamento clero[1]
- Le chiese delle diocesi italiane[2]
- Digital Pastoral 2.0 Sora-Cassino-Aquino-Pontecorvo La vita della Diocesi[3]

## Zona pastorale di Cervaro
Comprende le parrocchie dei comuni di Acquafondata, Cervaro, Sant'Elia Fiumerapido, San Vittore del Lazio, Vallerotonda (ad eccezione della frazione di Cardito che afferisce alla zona di Atina), Viticuso in provincia di Frosinone e di Rocca d'Evandro, San Pietro Infine della provincia di Caserta. La popolazione del territorio ammonta a   unità.
| COMUNE                | PARROCCHIA                                 | nº abitanti: | LOCALITÀ                                                          | CHIESE DELLA PARROCCHIA |
| --------------------- | ------------------------------------------ | ------------ | ----------------------------------------------------------------- | ----------------------- |
| Acquafondata          | San Giovanni Battista                      |              | 03040 Acquafondata FR                                             |                         |
|                       | Sant'Antonio di Padova                     |              | 03040 Casalcassinese, Acquafondata FR                             |                         |
| Cervaro               | San Benedetto Abate                        |              | Via Pastenelle 03044 Cervaro                                      |                         |
|                       | Santa Lucia di Trocchio                    |              | Via Santa Lucia 03044 Cervaro                                     |                         |
|                       | Santa Maria Maggiore                       |              | 03044 Cervaro                                                     | San Paolo               |
| Rocca d'Evandro       | San Giuseppe                               |              | Via Casamarina 81040 Rocca D'Evandro                              |                         |
|                       | Santa Maria del Farneto                    |              | Bivio Mortola 81040 Rocca D'Evandro                               |                         |
|                       | Santa Maria di Mortola                     |              | Via Mortola 81040 Rocca D'Evandro                                 |                         |
|                       | Santa Maria la Nova                        |              | Via Camino 81040 Rocca D'Evandro                                  |                         |
|                       | Santa Maria Maggiore                       |              | Via Roma, 1 81040 Rocca D'Evandro                                 |                         |
|                       | SS. Salvatore                              |              | Via Cocuruzzo 81040 Rocca D'Evandro                               |                         |
| San Pietro Infine     | San Michele Arcangelo - San Nicola Vescovo |              | P.zza Risorgimento 81049 San Pietro Infine                        |                         |
| Sant'Elia Fiumerapido | San Sebastiano Villa Comunale              |              | 03049 Sant'Elia Fiumerapido                                       |                         |
|                       | Santa Maria del Carmine                    |              | Fraz. Portella P.zza 8 dicembre 1943, 03049 Sant'Elia Fiumerapido |                         |
|                       | Santa Maria dell'Ulivo                     |              | Fraz. Olivella 03049 Sant'Elia Fiumerapido                        |                         |
|                       | Santa Maria la Nova                        |              | 03049 Sant'Elia Fiumerapido                                       |                         |
|                       | San Michele Arcangelo                      |              | Fraz. Valleluce P.zza San Nilo 03049 Sant'Elia Fiumerapido        |                         |
| San Vittore del Lazio | San Cesario                                |              | Via Stazione 03040 San Vittore del Lazio                          |                         |
|                       | Santa Maria della Rosa                     |              | 03040 San Vittore del Lazio                                       |                         |
| Vallerotonda          | Santa Maria Addolorata                     |              | Fraz. Valvori Via Fiume, 1 03040 Vallerotonda                     |                         |
|                       | Santa Maria Assunta                        |              | P.zza Duomo 03040 Vallerotonda                                    |                         |
|                       | Santa Maria Goretti                        |              | Fraz. Cerreto Via Vettese 03040 Vallerotonda                      |                         |
| Viticuso              | Santa Maria Assunta                        |              | 03040 Viticuso                                                    |                         |

Fonti: 

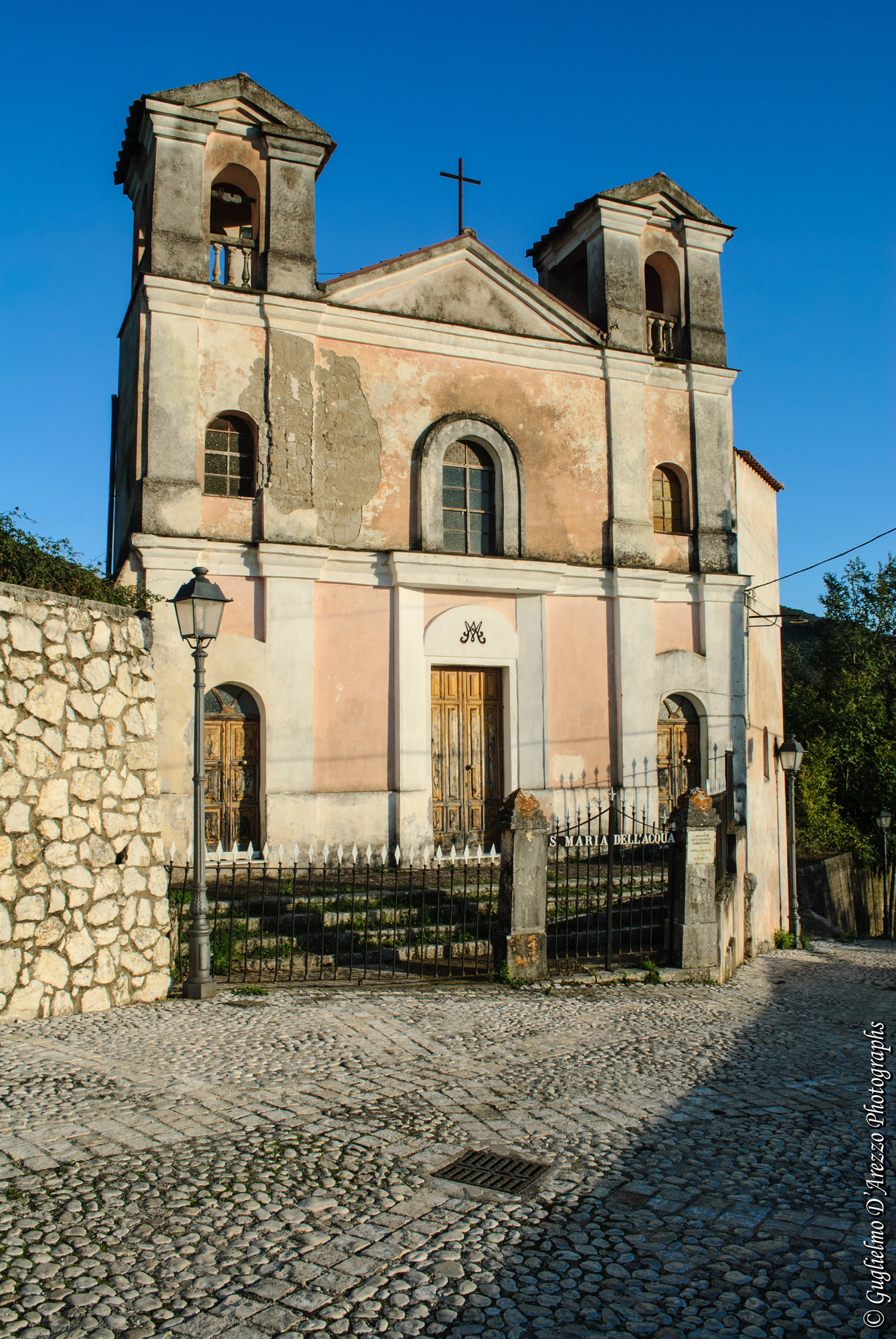
San Michele Arcangelo in San Pietro Infine

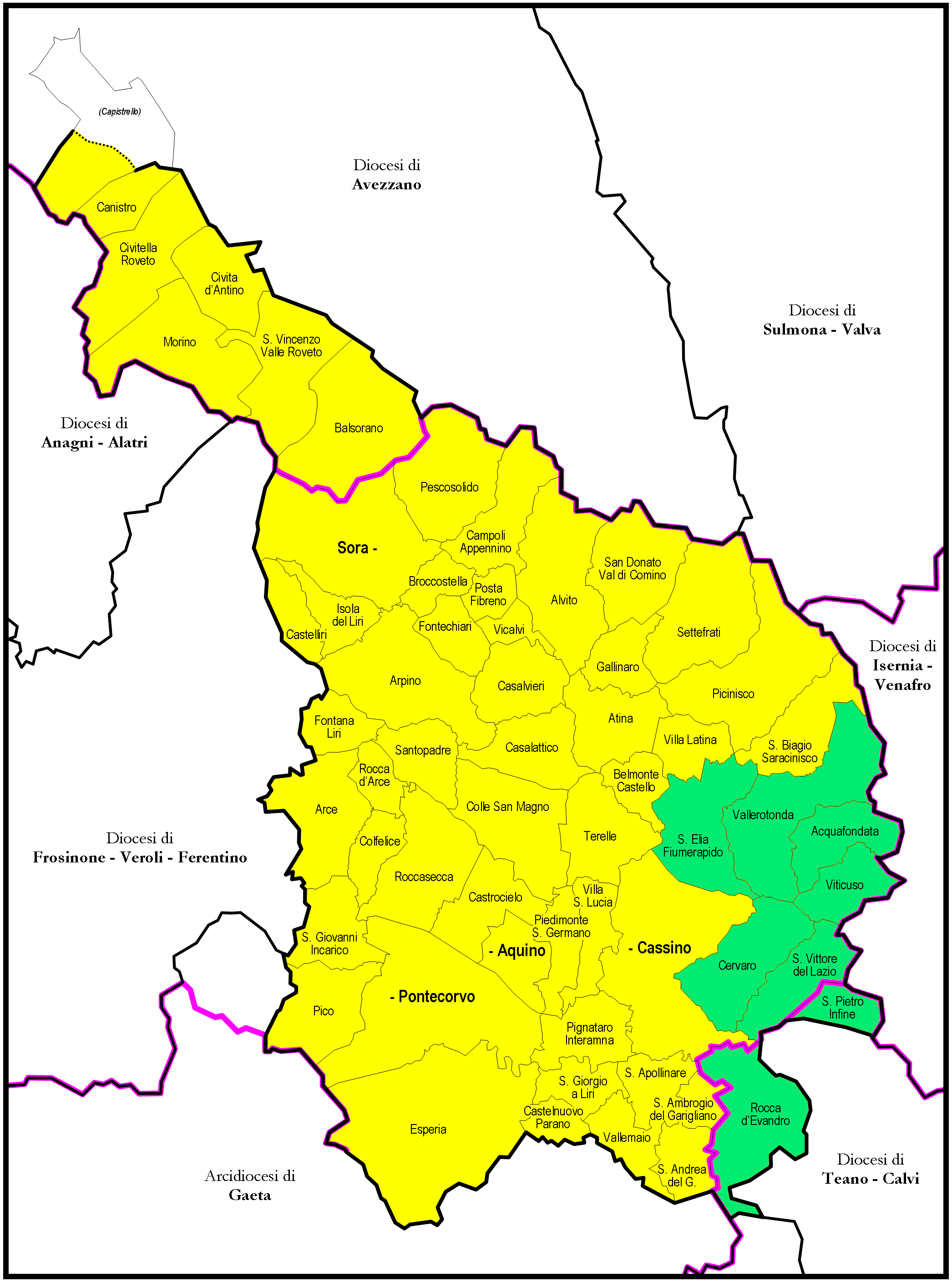
Mappa della zona pastorale di Cervaro

- Archivio dell'Istituto Centrale per il sostentamento clero[1]
- Le chiese delle diocesi italiane[2]
- Digital Pastoral 2.0 Sora-Cassino-Aquino-Pontecorvo La vita della Diocesi[3]